# 海防義会
海防義会（かいぼうぎかい）は、1922年（大正11年）、帝国海事協会から帝国義勇艦隊建設義金を継承し、設立された義勇財団（財団法人）である。事務所は東京の日比谷市政会館にあった。1934年（昭和9年）現在の会員総数は約9400。

## 概要
1923年（大正12年）3月、伏見宮博恭王を総裁に奉戴し、5月、築地水交社で奉戴式が挙行された。
大日本帝国の海防に貢献することが目的で、事業としては、軍用に供し得るべき船舶、機器を製造、購入し、造船、造兵、造機、航海、航空、潜航および海防に関する特殊事項の研究、調査、著作を行ない、かつこれを奨励、助成し、また海防思想普及のため適切な施設をなし、機関誌『海防』を発行した。
各種事業の資金は設立の際に帝国海事協会から引き継ぎを受けた基本金から生じる収益を充当した。
海防義会を分離した帝国海事協会は、船級検査団体として現在の日本海事協会にいたることになる。

## 出版物等
- 『昭和二年一月 海防義会一覧』義勇財団海防義会、1927年1月。
- 『義勇財団海防義会の目的使命』義勇財団海防義会、1927年3月。